# 카르길

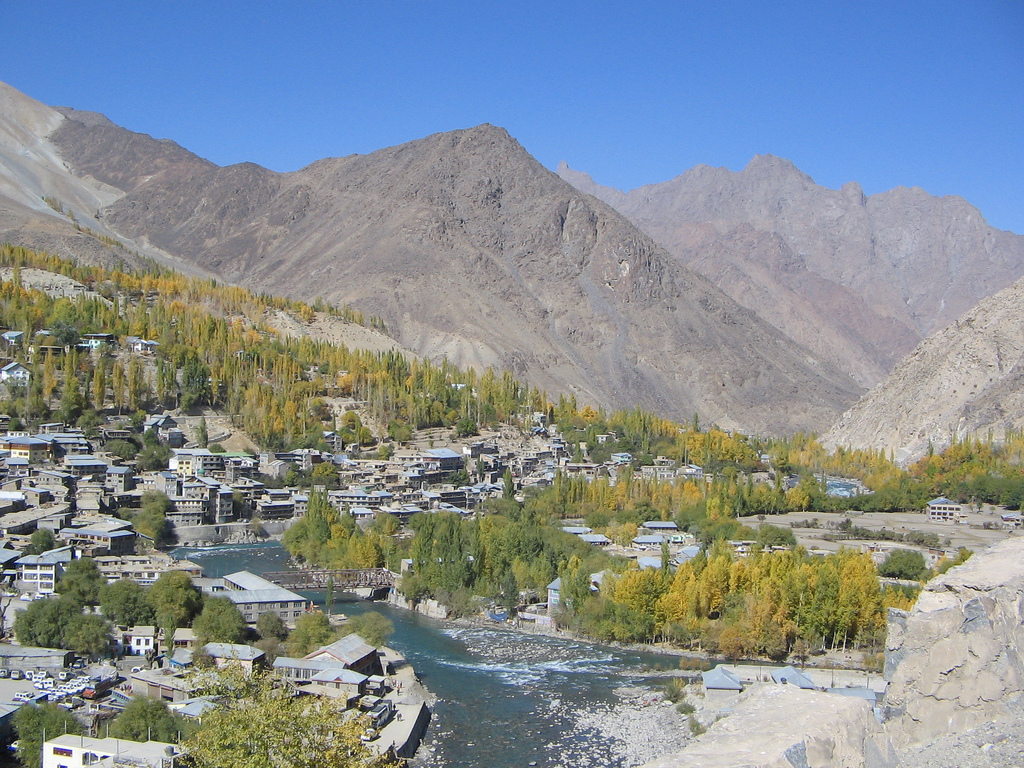
카르길시 파노라마

카르길(Kargil)은 인도령 연방 직할지인 라다크의 도시로서, 라다크 내에서 레(Leh)에 이은 제2의 도시이다. 잠무 카슈미르의 스리나가르로부터 대략 동쪽으로 204km, 레로부터 서쪽으로 234km 떨어진 곳에 위치한다.

## 같이 보기
- 카르길 전쟁
- 레 (도시)